# MISC

MISC (англ. minimal instruction set computer — «комп'ютер з мінімальним набором команд») — вид архітектури процесора.
Збільшення розрядності процесорів привело до ідеї укладання декількох команд в одне велике слово (bound), що цілком відповідає можливості процесорів одночасно виконувати декілька інструкцій або потоків даних. Крім цього, MISC використовує стекову модель обчислювального пристрою і основні команди роботи зі стеком мови Forth.
Процесори з MISC, як і процесори RISC, характеризуються невеликим числом команд, які найчастіше зустрічаються. Разом з цим принцип «дуже довгих командних слів» (VLIW) забезпечує виконання групи несуперечливих команд за один цикл роботи процесора. Порядок виконання команд встановлюється таким чином, щоб досягти максимального завантаження маршрутів, за якими проходять потоки інструкцій та даних. Таким чином архітектура MISC об'єднала разом суперскалярну і VLIW концепції.
Компоненти MISC-процесора прості і працюють на високих частотах.